# Tổng giáo phận Vancouver

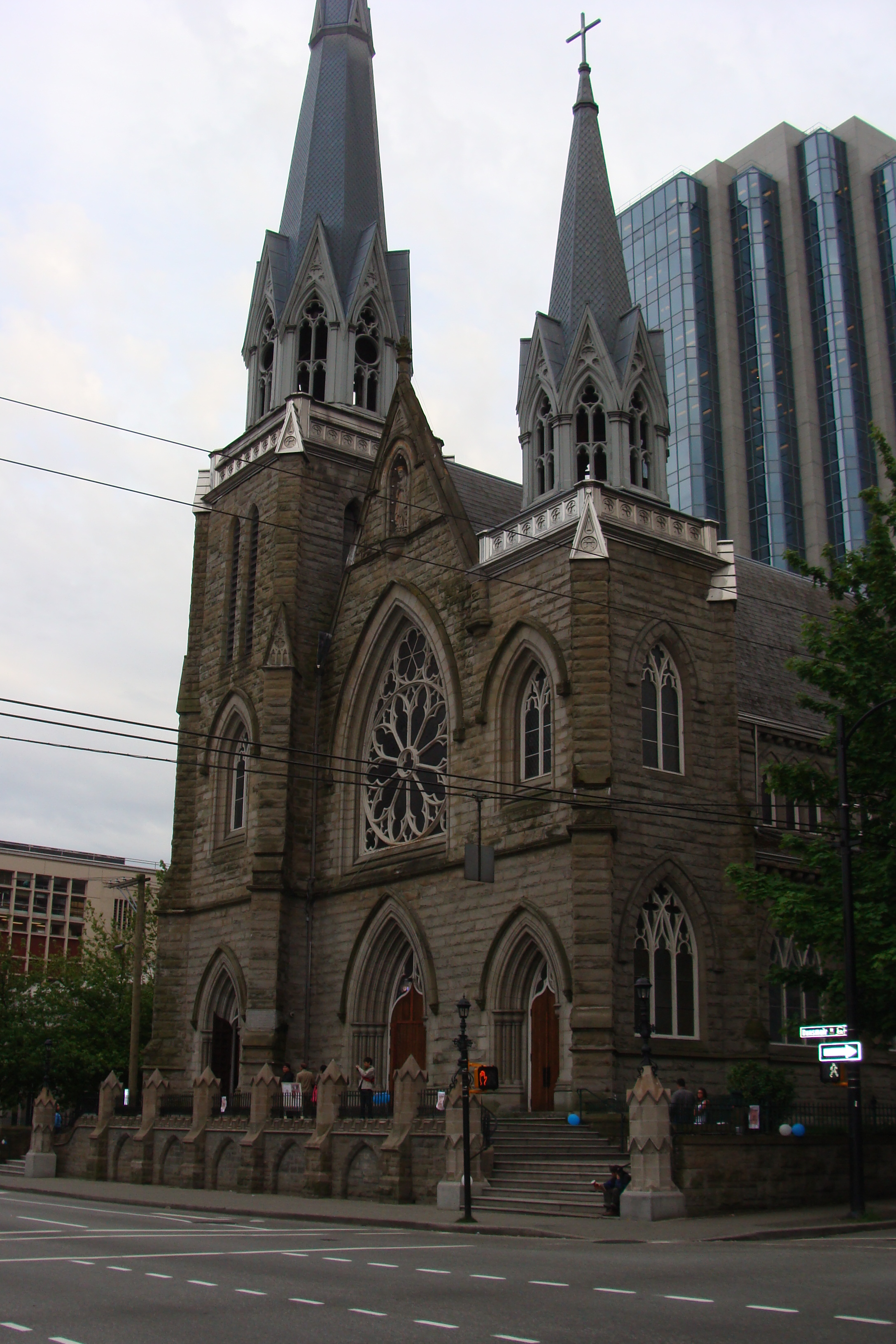
Nhà thờ chính tòa Holy Rosary

Tổng giáo phận Công giáo La Mã Vancouver (tiếng Latin: Archidioecesis Vancouveriensis) là một tổng giáo phận Công giáo La Mã La Mã bao gồm một phần của tỉnh liên bang British Columbia.
Tòa thánh của tổng giáo phận là Nhà thờ chính tòa Holy Rosary, dành riêng cho vị thánh bảo trợ giáo phận Đức Mẹ Mân côi, tại Vancouver, B.C.
Giám mục đương nhiệm của tổng giáo phận là Đức Tổng Giám mục J. Michael Miller, CSB.

## Giáo tỉnh
Tổng Giám mục Vancouver là giám mục đô thành của Giáo tỉnh của Vancouver, cũng bao gồm như giáo phận achragan s:
- Giáo phận Công giáo La Mã Kamloops (thành lập vào năm 1945)
- Giáo phận Công giáo La Mã của Nelson (con gái thành lập năm 1936)
- Giáo phận Công giáo La Mã của Hoàng tử George (nâng lên thành giáo phận 1967)
- Giáo phận Công giáo La Mã Victoria ở Canada (cựu tổng giáo phận, bị giáng chức cho giáo phận vào năm 1908).